# Feketenyakú arasszári
A feketenyakú arasszári (Pteroglossus aracari) a madarak (Aves) osztályának harkályalakúak (Piciformes) rendjébe, ezen belül a tukánfélék (Ramphastidae) családjába tartozó faj.

## Előfordulása
Brazília, Francia Guyana, Guyana, Suriname és Venezuela területén honos.

## Alfajai
- Pteroglossus aracari aracari (Linnaeus, 1758)
- Pteroglossus aracari atricollis (Statius Müller, PL, 1776)
- Pteroglossus aracari wiedii Sturm, JHCF & Sturm, JW, 1847

## Megjelenése
Testhossza 35-45 centiméter.
|  |